# 福岡大学附属大濠中学校・高等学校
福岡大学附属大濠中学校・高等学校（ふくおかだいがくふぞく おおほりちゅうがっこう・こうとうがっこう）は、福岡県福岡市中央区六本松一丁目にある私立中学校・高等学校。通称は「大濠」（おおほり）、もしくは「福大大濠」（ふくだいおおほり）。

## 概要
1948年（昭和23年）、福岡外事専門学校（現：福岡大学の前身の一つ）校長中村治四郎を中心とする教育界の重鎮が集まり、福岡外事専門学校附属大濠中学校（新制、男子校）設立、1951年（昭和26年）、福岡商科大学附属大濠高等学校（男子校）が設立される。福岡商科大学附属大濠中学校は1958年（昭和33年）3月、閉校となるが、1996年（平成8年）再び開校し、中高一貫教育との並立を開始する。
男女共学を中学は2011年度、高校は2012年度から開始した。
道徳教育を建学の精神とする。学校は福岡市の中心部、大濠公園のすぐそばにある。高校は1学年670名（定員）と県下でも有数の大規模校である。
校舎は福岡県西方沖地震（2005年）などの影響もあって老朽化が進んだことで建て替えが検討され、一時は九州大学六本松校舎跡地への移転も考えられたこともあった。最終的には旧校舎を取り壊した上で、現校舎敷地内に新校舎を建設することが決定し、2010年4月に新しい7階建ての校舎が誕生した。

## 沿革
- 1948年（昭和23年）3月12日 - 福岡外事専門学校附属大濠中学校を設立。
- 1949年（昭和24年）3月25日 - 福岡外事専門学校と福岡経済専門学校が合併し、福岡商科大学が発足したのに合わせて校名を福岡商科大学附属大濠中学校と改称。
- 1951年（昭和26年）4月13日 - 福岡商科大学附属大濠高等学校を設立。
- 1956年（昭和31年）3月31日 - 福岡商科大学が福岡大学と改称、校名を福岡大学附属大濠高等学校・同中学校と改称する。
- 1958年（昭和33年）3月15日 - 大濠中学校を廃止（卒業式は3月15日）。
- 1971年（昭和46年）3月31日 - 商業科を廃止（卒業式は3月1日）。
- 1996年（平成8年）4月5日 - 中高一貫コースの大濠中学校を再興。
- 2010年（平成22年）4月14日 - 新校舎および新体育館が竣工。
- 2011年（平成23年）4月8日 - 大濠中学校の共学化が始まる。
- 2012年（平成24年）4月9日 - 大濠高等学校の共学化が始まる。

## 教育理念

### 建学の精神
- 「道徳教育を通じて人間性を高める」

### 教育方針
（高等学校）
1. 日本人としての自覚と誇りを持たせる
2. 道徳教育を通じて人間性を高める
3. 広く自主活動を促し能力を啓発する

（中学校）
1. 国際的な視野を養い、適正な判断力と自主性を発揮する
2. 高い知性と豊かな感性を培い、自由で伸び伸びとした活動をする
3. たくましい体と思いやりの心を育み、お互いの人格を尊重する

### 校訓
学校創立60周年（学校法人福岡大学75周年）のを新校舎・体育館竣工、共学化を期に、自由・自主・自律の基本精神をさらに具体化した校訓が定められた。
- 明朗闊達 - 明るく自由にのびのびと活動する
- 自重敬他 - 自らを尊重すると共に他をも敬う
- 研学錬体 - 学びの意義を究め剛健な体を作る
- 進取創業 - 進んで事を為し新たな価値を創造する

### 校風
- 「質実剛健」「明朗闊達」「文武両道」。
- 道徳教育を根幹に捉え、「質実剛健」「明朗闊達」「文武両道」の校風の下、生徒一人ひとりの人格形成と能力の啓発に努めている。

## 象徴

### 校章
舞鶴の図案である。大濠中創立時に学生の意向を求め、応募の中から選定された。黒田長政の築城にかかる福岡城は舞鶴城とも呼ばれたのが由来である。

### 校歌
- 作詞：持田勝穂、作曲：森脇憲三
  - この校歌は福岡大学の第二応援歌「我らが福大」とメロディ、歌詞が同一である。（「我らが福大」が「大濠校」となっている）

校歌音源

### 制服
あり。2008年設立60周年を記念し、「新時代の大濠生のイメージにふさわしい制服」に一新された。冬の制服は以前は明るいグレー色の内ボタン型制服だったが、一新後はボタンを外に出し、色もチャコールグレーの学生服タイプの制服に変わった。夏の制服は白色のポロシャツにチャコールグレーの学生ズボンである。胸元にシンボルマークが入る。かつては黒の学ランであり、学帽も着帽が義務付けられていた。2011年度(中学)、2012年度(高校)より男女共学されたことに伴い、入学した女子生徒の制服が新設された。なお、デザインは中学と高校で異なる。中学校は「セーラータイプ」とし、独自のチェック柄をプリーツスカート・襟・袖口に採用。また、高校は「スーツタイプ」とし、独自の織りのプリーツスカート・ベスト・上着などを採用している。男子生徒の制服については、中学高校で共通となっている。

## 編成
- 普通科
  - 中高一貫コース
  - スーパー進学コース
  - 進学コース（進学コース内には特別クラスがある）

## 教育課程
「教科の学習」「総合的な学習・道徳教育の特設授業」「課外活動・各種行事」を三本柱に、大濠独自のカリキュラムで思考力や感性、忍耐力、体力、徳性を磨いている。

### 「中高一貫コース」
「東大・京大や国公立医学部レベルを目指す、6年間を通したカリキュラム」を編成している。中学は1時限45分×7時限、高校からは0限目が正課授業扱いとなっており、1時限45分×8時間が1日の授業時間である。中学3年から高校の内容を履修する。高校からの入学者とは別カリキュラムで授業が進められる。

### 高校から入学
「スーパー進学コース」クラスと「進学コース（特別クラス含む）」クラスに分かれる。
- スーパー進学コース - 難関国公立大学を目指す生徒で構成される。独自のカリキュラムを設定し、授業の教材・補習内容などもハイレベルのものを使用する。
- 進学コース
  - 高校創立以来の伝統のコースである。志望や学力のレベルに応じて2年次・3年次に再編成を行う。各自の志望する進学先に応じたクラスを選択することができる。
  - 進学コースの中からさらに「特別クラス」が編成される。1年次は入学試験の高得点者。2年次・3年次は校内の定期考査・実力試験の結果によって選抜・編成している。

### その他
- 2019年度より、月1回程度、土曜日にアチーブメントテストを実施している。
- 春・夏・冬の長期休暇中の補習授業も行われている。
- 年に数回、希望者対象に、病院で医学実習をしたり、著名な医師に講演を行ってもらう、アカデミア講座を実施している。

### 大学との連携
中高大連携を年々強化している。
大濠高校には福岡大学の附属高校として、医学部を含め文理を網羅した総合大学である福岡大学への推薦制度がある。
また、福岡大学の施設で、学問分野別の模擬授業（進路研修）、留学生との対話および討論会（国際研修）等が開催されている。
教員の授業交換、教育実習生の受け入れを推進。部活動においても、大学施設の利用や合同の練習および研究が行われている。
福岡大学以外の大学（九州大学など）からも体験授業等が行われている。

## 学校行事
1年を通して体育祭、文化祭、芸術鑑賞、講演会、弁論大会、遠足、林間学校、スケート実習、スキー研修、避難訓練、スポーツの日など様々な行事が行われている。中学、高校共通の行事と中学、高校それぞれ独自の行事がある。
体育祭や文化祭などの学校行事は、全て生徒会が運営している。
中学3年次・高校2年次には修学旅行が行われて、中学、高校それぞれが海外あるいは国内など様々な地を訪れている。
体育祭や文化祭などの学校行事は、全て生徒会が運営している。
また、年10回程度、土曜日に土曜講座を実施しており、著名な学者や奏者などが招かれ、講演するほか、AEDの使い方を学んだり、模擬裁判を行うこともある。
行事は年により変更になることもあるが、概ね以下の日程で行われている。
- 4月 - 入学式（中学・高校）・オリエンテーション（中学・高校）・遠足（中学・高校）
- 5月 - 文化講演会（高校）
- 6月 - 体育祭（中学・高校）
- 7月 - スポーツの日（中学）
- 8月 - 林間学校（中学1年）・短期海外研修（中学）
- 9月 - 文化祭・校内弁論大会（中学・高校）・芸術鑑賞（高校）
- 10月 - 修学旅行（中学3年）（高校）・スケッチ大会（中学）
- 11月 - 芸術鑑賞（中学）
- 1月 - 駅伝大会（高校）
- 3月 - 中学総合文化発表会（中学）・糸島半島30キロウォーク（中学）・修了式（中学）・卒業式（高校）

## 学校施設
- 図書館
- トレーニング室
- カウンセリング室
- 進路指導室
- 多目的ホール
- 保健室
- 体育館
- 科目別教室・講義室・実験室（音楽・美術・書道・生物・化学・物理・地学・社会科・理科）
- 食堂
- 売店
- 部室棟
- グラウンド
- テニスコート - 全天候型コートが3面ある（校外：福岡市城南区友丘3-4）[1]。
- 野球場 - 平成20年3月に完成、両翼93m、センター110m（校外：福岡市西区西都2-2-14）[1]。
- 舞鶴寮 - 校舎まで徒歩10分。高等学校のみ、男子寮のみ。収容人員100名（1室2名、広さ約10畳、計50室）。（校外：福岡市中央区六本松3丁目4-20）[1]。

## 国際交流
希望者対象に、オーストラリアへの短期海外研修（ホームスティ）、ネイティブ外国人講師による校内語学研修などの語学学習が催されている。また、交換留学も行われている。

## 活動
中学1年生では希望の部活動に所属することが必修となっている。2年生以降の活動は自由となっている。
- 主な体育部
  - バスケットボール部：総体・ウィンターカップ・国体合わせて全国優勝10回・準優勝13回
  - 剣道部：全国優勝4回・準優勝3回、玉竜旗優勝6回・準優勝8回
  - 柔道部：全国準優勝2回、金鷲旗優勝1回
  - 駅伝部：全国高校駅伝優勝3回・準優勝5回
  - バドミントン部：全国優勝2回
  - バレーボール部：全国優勝1回・準優勝1回
  - 硬式野球部：春出場5回・夏出場3回（最高成績ベスト8 3回 1989年夏〈第71回〉、2017年春〈第89回〉、2021年春〈第93回〉）甲子園出場通算8回。甲子園勝敗数選手権5勝3敗／選抜4勝5敗。国体準優勝
  - 応援指導部：全国大会3位
  - サッカー部：全国高等学校サッカー選手権大会出場1回（1992年）
- 主な文化部
  - 吹奏楽部：マーチングバンド全国大会金賞5回・銀賞7回、マーチングコンテスト九州大会金賞2回
  - 新聞部：全国高校新聞コンクール 大東文化大学学長賞（第3位）・優秀賞1回・奨励賞2回、全国高校総合文化祭6年連続出場・優秀賞受賞
  - 生物部：日本学生科学賞受賞2回
  - 化学部：高校化学クラブ研究発表・全国大会銅賞1回
  - 美術部：全国高等学校総合文化祭美術・工芸部門・文化連盟賞1回
  - 囲碁部：文部科学大臣杯全国高校囲碁選手権大会6位（福岡県代表として過去最高位）、全国高等学校総合文化祭・囲碁部門団体戦1位

## 歴代校長
- 初代校長 井口末吉 1948年（昭和23年）3月12日 - 1964年（昭和39年）3月31日
- 第二代校長 栄島貢 1964年（昭和39年）4月1日 - 1972年（昭和47年）3月31日
- 第三代校長 村井錬二郎 1972年（昭和47年）4月1日 - 1988年（昭和63年）3月31日
- 第四代校長 長谷暢男 1988年（昭和63年）4月1日 - 1996年（平成8年）3月31日
- 第五代校長 近藤達男 1996年（平成8年）4月1日 - 2000年（平成12年）3月31日
- 第六代校長 青木重夫 2000年（平成12年）4月1日 -  2003年（平成15年）3月31日
- 第七代校長 家宇治輝太郎 2004年（平成15年）4月1日 - 2012年（平成24年）3月31日
- 第八代校長 相良浩文 2012年（平成24年）4月1日 - 2020年（令和2年）3月31日
- 第九代校長 曽野正純 2020年（令和2年）4月1日 - 2024年（令和6年）3月31日
- 第十代校長 田中慎吾 2024年（令和6年）4月1日 - 2028年（令和10年）3月31日（予定）

## 同窓会
本部は大濠高校内にある。支部は全国に及び、関東支部、関西支部、東海支部、筑紫支部、糟屋・古賀支部、福岡市役所支部、福岡大医学部支部など多数ある。

## 著名な卒業生

### 政治
- 市村浩一郎（衆議院議員・元民主党国会対策委員会副委員長・元国土交通大臣政務官）
- 新開裕司（元衆議院議員・自由民主党　比例九州ブロック）
- 井上澄和（春日市長）
- 武末茂喜（那珂川市長）
- 平井一三（筑紫野市長）

### 経済
- 井本満（実業家、ニッセイ・ウェルス生命保険社長）
- 大櫛顕也（実業家、ニチレイ社長、日本冷凍食品協会会長）
- 山本圭吾（実業家、ファッションプロデューサー）
- 永竿哲哉（初代福岡国際空港株式会社代表取締役社長執行役員）

### 学術
- 上野誠（文学博士・万葉学者・奈良大学教授）
- 秦辰也（工学博士・近畿大学教授）
- 金明秀（人間科学博士・社会学者・ハン・ワールド管理人・関西学院大学教授）
- 上田敬博（博士（医学）・医師・鳥取大学医学部附属病院高度救命救急センター教授）
- 鈴木謙介（社会学者・関西学院大学准教授）
- 中村誠宏（理学博士・北海道大学助教）
- 水月昭道（人間環境学博士・環境心理学/環境行動論学者・評論家・僧侶）
- 杉山満丸（「夢野久作と杉山三代研究会」九州産業大学付属九州産業高等学校教諭）

### 文化
- 大庭宗一（エッセイスト）
- ヒキタクニオ（作家）
- 佐藤究（作家）
- 松林要樹（映画監督）
- きうちかずひろ（漫画家/小説家）
- 白山宣之（漫画家）
- 永松潔（漫画家）
- 石川賢治（月光写真家）
- 沼田真佑（芥川賞作家）
- 小川規三郎（博多織職人・人間国宝）
- 藤重佳久（吹奏楽指導者）

### 芸能
- 柴山俊之（ミュージシャン）
- 大村雅朗（ミュージシャン）
- いのうえひでのり（演出家）
- 出光秀一郎（俳優・母親は推理作家の夏樹静子）
- 博多華丸（漫才師・博多華丸・大吉）
- 笑福亭風喬（落語家）
- 信川竜太（ローカルタレント）
- 田中健二（ローカルタレント・旧芸名：ケン坊田中）
- チャーミングじろうちゃん（お笑い芸人・漫画家）
- R藤本（お笑い芸人）
- 林家はな平（落語家）
- 池松壮亮（俳優）

### スポーツ

#### 野球
- 龍憲一（元プロ野球選手・コーチ）
- 岩永功（元プロ野球選手）
- 大津秀美（元プロ野球選手）
- 瀬戸輝信（元プロ野球選手・コーチ）
- 森山良二（元プロ野球選手・現コーチ）
- 古本武尊（元プロ野球選手）
- 川原弘之（元プロ野球選手）
- 大石達也（元プロ野球選手）
- 浜地真澄（プロ野球選手）
- 坂本裕哉（プロ野球選手）
- 山下舜平大（プロ野球選手）
- 三浦銀二（プロ野球選手）
- 古賀悠斗（プロ野球選手）
- 仲田慶介（プロ野球選手）
- 藤田悠太郎（プロ野球選手）
- 山城航太郎（プロ野球選手）
- 柴田獅子（プロ野球選手）

#### サッカー
- 吉浦茂和（元サッカー選手、日本サッカーリーグ (JSL) フジタ工業）
- 田代有三（元Jリーガー・FW・セレッソ大阪）
- 赤星拓（元Jリーガー・GK・徳島ヴォルティス）
- 山口和樹（元Jリーガー・DF・アビスパ福岡）
- 石津大介（元Jリーガー・FW・アビスパ福岡）

#### バスケットボール
- 梅嵜周毅 - 元バスケットボール選手・指導者・元シャンソン化粧品ヘッドコーチ
- 中原雄 - 元バスケットボール選手・NHK解説者・NBA解説者
- 田中輝明 - バスケットボール選手・指導者。元東芝ヘッドコーチ：1987年卒業
- 佐久本智 - 元バスケットボール選手
- 知花武彦 - 元バスケットボール選手
- 青木康平 - 元プロバスケットボール選手：1999年卒業
- 西塔佳郎 - 元バスケットボール選手、元日本代表：2001年卒業
- 酒井泰滋 - 元プロバスケットボール選手（サンロッカーズ渋谷所属：2003年卒業
- 竹野明倫 - プロバスケットボール選手（西宮ストークス所属）：2004年卒業
- 寒竹隼人 - プロバスケットボール選手（島根スサノオマジック所属）：2005年卒業
- 堤啓士朗 - プロバスケットボール選手（ライジングゼファーフクオカ所属）：2005年卒業
- 山下泰弘 - バスケットボール選手（ライジングゼファーフクオカ所属）：2005年卒業
- 小林大祐 - バスケットボール選手（慶應義塾大学卒、ライジングゼファーフクオカ所属）：2006年卒業
- 金丸晃輔 - プロバスケットボール選手（シーホース三河所属）：2007年卒業
- 橋本竜馬 - プロバスケットボール選手（シーホース三河所属）：2007年卒業
- 久保田遼 - プロバスケットボール選手：2008年卒業
- 村越圭佑 - プロバスケットボール選手（サンロッカーズ渋谷所属：2011年卒業
- 津山尚大 - プロバスケットボール選手（島根スサノオマジック所属）：2015年卒業
- 牧隼利 - プロバスケットボール選手（琉球ゴールデンキングス所属）：2016年卒業
- 西田優大 - プロバスケットボール選手（シーホース三河所属）：2017年卒業
- 鍵冨太雅 - プロバスケットボール選手（茨城ロボッツ所属）：2017年卒業
- 加藤誉樹 - バスケットボール審判員

#### バレーボール
- 南将之（元バレーボール選手・東京五輪銅メダル・メキシコ五輪銀メダル・ミュンヘン五輪金メダル・バレーボール日本代表元監督）
- 桑田鎮典（バレーボール選手）
- 谷村孝（バレーボール選手）
- 白澤健児（バレーボール選手）
- 宮下雅寛（バレーボール選手）
- 山田脩造（バレーボー選手）

#### 柔道
- 本松好正（柔道家）
- 房前善行（柔道家）
- 宗真一郎（柔道家）
- 石井孝法（柔道家）
- 宗真一郎（柔道家）

#### 陸上
- 今泉堅貴（陸上選手）

#### その他
- 柿田智之（チアリーディング指導者）

### 交通アクセス
- 福岡市地下鉄七隈線「六本松駅」から徒歩5分
- 福岡市地下鉄空港線「大濠公園駅」「唐人町駅」から各々徒歩15分
- 西鉄バス「福大大濠中高前」バス停から徒歩1分
- 西鉄バス「六本松」バス停、「大濠」バス停から各々徒歩5分
- 福岡高速「西公園出入口」下車、車で10分

## 関連学校
- 福岡大学
- 福岡大学附属若葉高等学校